# Ulf Swenson
Ulf Swenson (n. 1959 ) es un botánico y curador sueco.
Obtuvo su Ph.D en la Universidad de Upsala. Desarrolla su actividad científica en el "Dto. de Botánica" en el Museo de Historia Natural de Suecia desde 2002. Y es profesor asociado de la Universidad de Lund.
Se ha especializado en las familias de Sapotaceae y Asteraceae

## Algunas publicaciones

### 2012
- Swenson, U., S. Nylinder, S. J. Wagstaff. Are Asteraceae 1.5 billion years old? A reply to Heads. Systematic Biology 61: 522-532

- ----, J. Munzinger. Revision of Pichonia (Sapotaceae) for New Caledonia. Australian Systematic Botany 25: 31-48

- Nylinder, S., U. Swenson, C. Persson, B. Oxelman. A dated species tree approach to the trans-Pacific disjunction of the genus Jovellana (Calceolariaceae, Lamiales). Taxon 61: 381-391

- Terra-Araujo, M. T., A. D. de Faria, J. E. L. S. Ribeiro, U. Swenson. Flower biology and subspecies concepts in Micropholis guyanensis (Sapotaceae): Evidence of ephemeral flowers in the family. Australian Systematic Botany 25: 295-303

### 2011
- Bartish, I. V., A. Antonelli, J. Richardson, U. Swenson. Vicariance or long-distance dispersals: Historical biogeography of the pantropical subfamily Chrysophylloideae (Sapotaceae). J. of Biogeography 38: 177-190

- Swenson, U., S. Nylinder, S. J. Wagstaff. Are Asteraceae 1.5 billion years old? A reply to Heads. Systematic Biology 60:

- ----. Det totala antalet nybeskrivna växtarter - en svensk flora om året. Fauna & Flora 106: 18-26

- ----, J. Munzinger. Revision of Pichonia (Sapotaceae) for New Caledonia. Australian Systematic Botany 24:

### 2010
- ----. Restaurering av Gredelby hagar och Trunsta träsk i Knivsta (Uppland). Svensk Botanisk Tidskrift 104: 101-114

- ----, J. Munzinger. Revision of Pycnandra subgenus Achradotypus(Sapotaceae) with five new species from New Caledonia. Australian Systematic Botany 23: 185 - 216

- ----, ----. Taxonomic revision of Pycnandra subgenus Trouettia (Sapotaceae) with six new species from New Caledonia. Australian Systematic Botany 23: 333-370

- ----, ----. Revision of Pycnandra subgenus Sebertia (Sapotaceae) and a generic key to the family in New Caledonia. Adansonia 32: 239 -249

- Stork, A. L., U. Swenson. Exkursioner på Kanarieöarna år 1962 med Eric Sventenius. Svensk Botanisk Tidskrift 104: 370-392

### 2009
- Swenson, U., J. Munzinger. Revision of Pycnandra subgenus Pycnandra (Sapotaceae), a genus endemic to New Caledonia. Australian Systematic Botany 22: 437-465

- ----, A. Tehler. Proposal to conserve the name Beccariella (Sapotaceae, Magnoliophyta) against Beccariella (Podoscyphaceae, Basidiomycota). Taxon 58: 654

- Munzinger, J., U. Swenson. Three new species of Planchonella (Sapotaceae) with dichotomous and an online key to the genus in New Caledonia. Adansonia 31: 175-189

### 2008
- Swenson, U, PP Lowry, J Munzinger, C Rydin, IV Bartish. Phylogeny & generic limits in the Niemeyera complex of New Caledonian Sapotaceae: Evidence of multiple origins of the anisomerous flower. Molecular Phyl. & Evolution

- ----., J Richardson, IV Bartish. Multi-gene phylogeny of the pantropical subfamily Chrysophylloideae (Sapotaceae): Evidence for generic polyphyly & extensive morphological homoplasy. Cladistics 24

- ----., P Morat. Proposal to conserve the name Planchonella nom. cons. against the additional names Iteiluma & Peuceluma (Sapotaceae). Taxon 57:

- Munzinger, J, U Swenson. Three new species of Planchonella (Sapotaceae) with dichotomous & an online key to the genus in New Caledonia. Adansonia

- Norrmann, GA, U Swenson, I Caponio. Two new species of Andropogon (Poaceae) from Cuba. Darwiniana

### 2007
- ----., IV Bartish, J Munzinger. Phylogeny, diagnostic characters, & generic limitation of Australasian Chrysophylloideae (Sapotaceae, Ericales): Evidence from ITS sequence data & morphology. Cladistics 23: 201-228

- ----., J Munzinger, IV Bartish. Molecular phylogeny of Planchonella (Sapotaceae) & eight new species from New Caledonia. Taxon 56: 329-354

- ----., K Martinsson, K Eiderbrant. Eric Ragnar Sventenius - arbetarsonen som blev trädgårdsdirektör på Gran Canaria. Svensk Botanisk Tidskrift 101: 247-266

- La abreviatura «Swenson» se emplea para indicar a Ulf Swenson como autoridad en la descripción y clasificación científica de los vegetales.[1]